# 横滨正金银行大楼 (大连)
横滨正金银行大楼是日本半官方外汇专业银行“横滨正金银行”。

## 历史

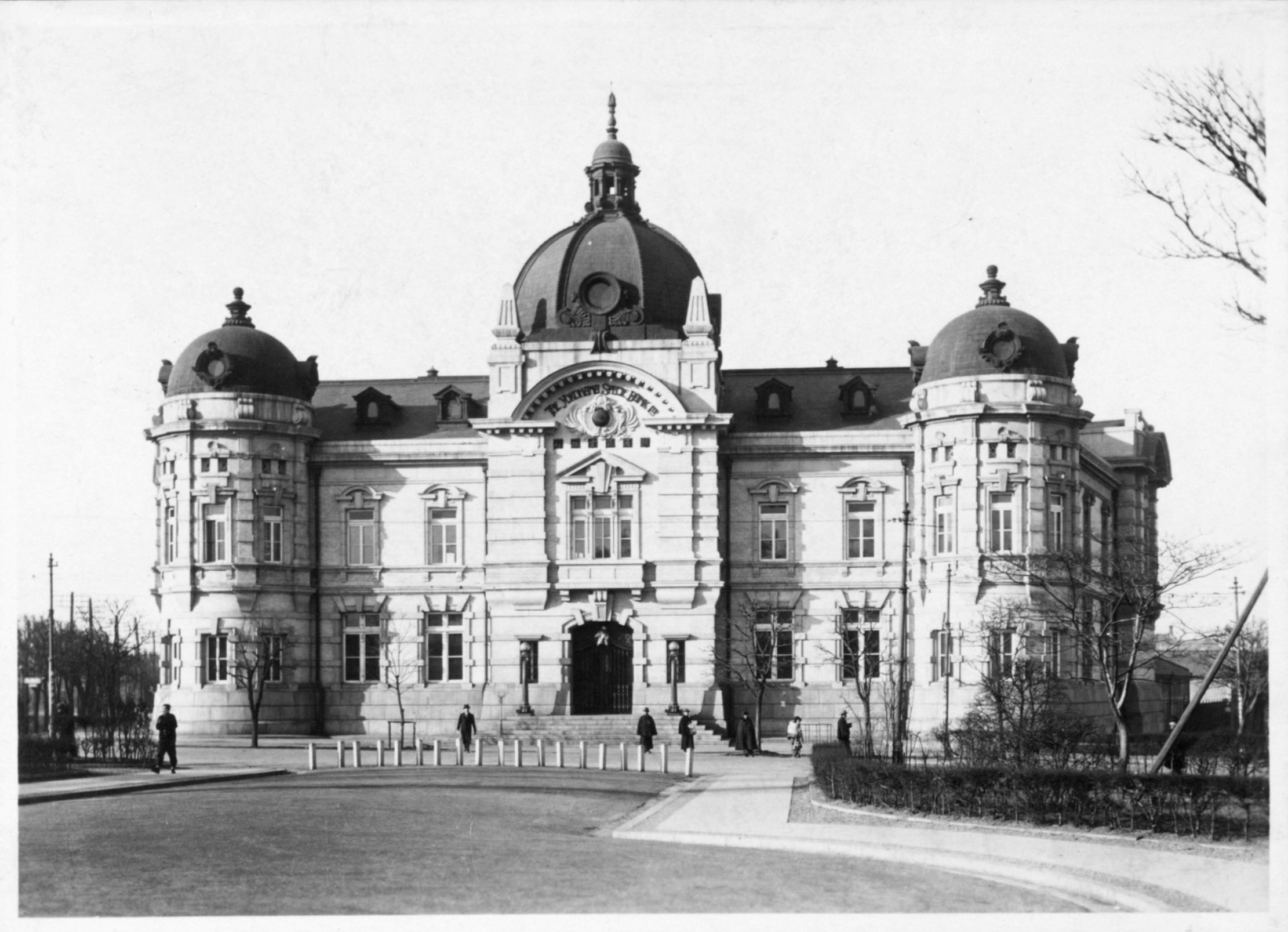
1920年代左右的正金銀行支店 （大連）

建于1909年，在当年日本管辖之下的关东州租借地经济中心“大连大广场”（今大连中山广场）的一座3层分行大楼，建筑风格属于文艺复兴式样，上面有三个别致的绿色穹顶，由日本建筑师妻木賴黃與太田毅设计。现由中国银行大连市分行使用。面积2,805平方米。

## 保护
2001年，大连中山广场近代建筑群公布为第五批全国重点文物保护单位，但仅包含原大连民政署、原朝鲜银行大连支店、原大和旅舍、原东清轮船会社四座建筑，并不包括横滨正金银行大连支店旧址。
2003年9月29日，横滨正金银行大连支店旧址公布为第五批大连市文物保护单位。
2014年10月，横滨正金银行大连支店旧址公布为第九批辽宁省文物保护单位，编号9-183。